# 문자 발명가 목록
문자를 발명한 사람들을 연대기순으로 나열한다. 이 목록에는 실제적으로는 믿기 어려운 전설상의 기록을 포함한다.
| 연도                | 이름                                            | 문자이름                                                                      | 언어                                        | 현재 사용 여부                                          |
| ------------------- | ----------------------------------------------- | ----------------------------------------------------------------------------- | ------------------------------------------- | ------------------------------------------------------- |
| 기원전 3000년       | 토트(이집트의 신)                               | 이집트 신성문자                                                               | 고대 이집트어                               | 현재 사용되지 않음                                      |
| 기원전 2850년?      | 복희(중국의 왕)                                 | 한자, 팔괘                                                                    | 중국어, 일본어                              | 사용 중                                                 |
| 기원전 2650년?      | 창힐(중국의 학자)                               | 한자                                                                          | 중국어, 일본어                              | 사용 중                                                 |
| 기원전 2300년?      | 엔메르카르(수메르의 왕)                         | 수메르 쐐기문자                                                               | 수메르어                                    | 사용되지 않음                                           |
| 기원전 2000년?      | 페니우스 파르사                                 | 오검 문자                                                                     | 고대 켈트어                                 | 사용되지 않음                                           |
| 기원전 1875년?      | 오마 그란아네헤(아일랜드의 제사장)              | 오검 문자                                                                     | 고대 켈트어                                 | 사용되지 않음                                           |
| 기원전 1350년?      | 카드무스(페니키아의 왕자)                       | 그리스 문자                                                                   | 그리스어                                    | 현재 사용 중                                            |
| 기원전 1250년?      | 카르멘타                                        | 그리스 문자를 채용하여 로마자로                                               | 라틴어                                      | 사용 중                                                 |
| 기원전 284년        | 파르나바즈 1세(이베리아의 왕)                   | 조지아 문자의 성립에 기여                                                     | 조지아어                                    | 사용 중                                                 |
| 기원전 63년         | 마르쿠스 툴리우스 티로(로마의 서기)             | 티로니아 노트(속기의 일종)                                                    | 라틴어                                      | 사용되지 않음                                           |
| 350년               | 울필라스(고트 선교사)                           | 고트 문자                                                                     | 고트어                                      | 사용되지 않음                                           |
| 405년               | 성 메슈로프                                     | 아르메니아 문자                                                               | 아르메니아어                                | 사용 중                                                 |
| 650년               | 톤미 삼보타(티베트의 학자)                      | 티베트 문자                                                                   | 티베트어                                    | 사용 중                                                 |
| 689년               | 종친커, 측천무후                                | 측천 문자                                                                     | 중국어                                      | 사용되지 않음                                           |
| 750년?              | 설총(신라의 학자)                               | 이두                                                                          | 한국어                                      | 사용되지 않음                                           |
| 806년               | 구카이(일본의 중)                               | 가나문자 성립에 기여                                                          | 일본어                                      | 사용 중                                                 |
| 863년               | 성 키릴로스                                     | 글라골 문자                                                                   | 교회 슬라브어                               | 사용되지 않음                                           |
| 880년               | 시리 종가(네팔의 왕)                            | 림부 문자                                                                     | 림부어                                      | 사용 중                                                 |
| 900년               | 성 클리멘트 오흐리드(불가리아의 성자)           | 키릴 문자                                                                     | 슬라브 제어 및 러시아 영내의 소수민족어     | 사용 중                                                 |
| 925년               | 디엘라                                          | 거란 문자                                                                     | 거란어                                      | 사용되지 않음                                           |
| 1036년              | 옐리 렌롱(서하의 학자)                          | 서하 문자                                                                     | 서하어                                      | 사용되지 않음                                           |
| 1120년              | 완안희윤(여진의 학자)                           | 여진 문자                                                                     | 여진어                                      | 사용되지 않음                                           |
| 1150년              | 힐데가르트 폰 빙겐(독일의 수녀원장)             | 리테라이 이그노타이(인공어 표기용 문자)                                       | 링구아 이그노타(인공어)                     | 사용되지 않음                                           |
| 1220년?             | 테베의 호노리우스(중세의 미스테리 인물)         | 테반 문자                                                                     | 라틴어 또는 히브리어                        | 사용되지 않음                                           |
| 1250년              | 다완 투리                                       | 바랑 크슈트리 문자                                                            | 호어                                        | 사용 중                                                 |
| 1250년              | 모웅바리 아종(티베트의 왕)                      | 동파 문자 성립에 기여                                                         | 나시어                                      | 사용 중                                                 |
| 1269년              | 파스파(티베트의 승려)                           | 파스파 문자                                                                   | 몽골어                                      | 사용되지 않음                                           |
| 1283년              | 람캄행 대왕(태국의 군주)                        | 타이 문자 제정                                                                | 태국어                                      | 중간 개정을 거쳐 사용 중                                |
| 1300년              | 성 샤흐잘랄(벵갈인)                             | 실레티 나가리 문자                                                            | 실레티어                                    | 사용되지 않음                                           |
| 1372년              | 페름의 스테판(루스인 선교사)                    | 고 페름문자                                                                   | 헝가리어 이외                               | 사용되지 않음                                           |
| 1443년(반포 1446년) | 세종대왕(조선의 군주)                           | 한글                                                                          | 한국어                                      | 사용 중                                                 |
| 1478년              | 요하네스 판테우스(독일의 저자)                  | 에녹 문자(신비주의, 마법문자)                                                 | ?                                           | 사용되지 않음                                           |
| 1499년              | 요하네스 트리테미우스(독일의 암호가)            | 엔젤 문자(신비주의,마법문자)                                                  | ?                                           | 사용되지 않음                                           |
| 1516년              | 토머스 모어(영국인 작가)                        | 유토피아 문자(작품 《유토피아》중에 등장)                                     | ?                                           | 사용되지 않음                                           |
| 1520년              | 파라켈수스(스위스의 연금술사)                   | 마기 문자(신비주의, 마법문자)                                                 | ?                                           | 사용되지 않음                                           |
| 1525년              | 하인리히 코르넬리우스 아그립파(독일의 연금술사) | 프란시투스 플루비 문자, 말라킴 문자, 천도 문자(신비주의, 마법문자)            | ?                                           | 사용되지 않음                                           |
| 1539년              | 구루 안가드 데브(시크교의 구루)                 | 구르무키 문자                                                                 | 펀자브어                                    | 사용 중                                                 |
| 1582년              | 존 디(영국의 연금술사)                          | 에녹 문자(요하네스 판테우스와 다른 버전)                                      | ?                                           | 사용되지 않음                                           |
| 1588년              | 티머시 브라이트(영국인)                         | 카락테리 속기                                                                 | 영어                                        | 사용되지 않음                                           |
| 1599년              | 누르하치(청의 황제)문자제작을 지시              | 만주 문자                                                                     | 만주어                                      | 사용 중                                                 |
| 1602년              | 존 윌리스(영국인)                               | 속기 문자                                                                     | 영어                                        | 사용되지 않음                                           |
| 1648년              | 자야 판디트(칼미크의 라마승)                    | 토도 문자                                                                     | 칼미크어, 몽골어                            | 사용되지 않음                                           |
| 1686년              | 프란시스 로드빅(네덜란드 언어학자)              | 유니버설 알파벳                                                               | ?                                           | 사용되지 않음                                           |
| 1686년              | 보그도 자나바자르(몽골의 승려)                  | 소욤보 문자                                                                   | 몽골어                                      | 사용되지 않음(단, 문장-장식 등 제한된 한도 내에서 사용) |
| 1700년              | 티쿵 멘 살롱(부탄의 학자)                       | 렙차 문자                                                                     | 렙차어                                      | 사용 중                                                 |
| 1704년              | 조지 살마나자르(협잡꾼)                         | 포르모산 알파벳 (그가 꾸며낸 위서에서 대만어 표기에 사용된다는 설정으로 등장) | ?                                           | 사용되지 않음                                           |
| 1768년              | 벤저민 프랭클린(미국의 과학자, 정치가)          | 벤저민 프랭클린 음소문자                                                      | 영어                                        | 사용되지 않음                                           |
| 1817년              | 프란츠 크사퍼 가벨스베르거(독일의 비서)         | 가벨스베르거식 속기문자                                                       | 독일어                                      | 사용 중(많은 버전으로 발전)                             |
| 1819년              | 시쿼야(체로키족 추장)                           | 체로키 문자                                                                   | 체로키어                                    | 사용 중                                                 |
| 1821년              | 루이 브라유(프랑스인 교사)                      | 점자                                                                          | 프랑스어외 다수                             | 사용 중(많은 버전으로 발전)                             |
| 1833년              | 두알레 부카레(라이베리아인)                     | 바이 문자                                                                     | 바이어                                      | 사용 중                                                 |
| 1835년              | 새뮤얼 모스(미국의 발명가)                      | 모스 부호                                                                     | 영어외 다수                                 | 사용 중(많은 버전으로 발전)                             |
| 1837년              | 아이작 피트먼(영국의 교사)                      | 피트맨식 속기문자                                                             | 영어외 기타                                 | 사용됨(극히 드물게) 개정, 파생됨                        |
| 1840년              | 제임스 에번스(캐나다의 선교사)                  | 크리 문자 및 오지베 음절문자                                                  | 크리어, 오지베어 등                         | 사용 중                                                 |
| 1840년              | 베이타 쿠큐(알바니아인)                         | 베이타 쿠큐 문자                                                              | 알바니아어                                  | 사용되지 않음                                           |
| 1478년              | 요하네스 판테우스(독일의 저자)                  | 에녹 문자(신비주의, 마법문자)                                                 | ?                                           | 사용되지 않음                                           |
| 1855년              | 조지 D. 와트, 팔리 P. 프렛(몰몬교도)            | 데저렛 문자                                                                   | 영어                                        | 사용되지 않음                                           |
| 1867년              | 알렉산더 멜빌 벨(미국의 교사)                   | 비저블 스피치                                                                 | 영어                                        | 사용되지 않음                                           |
| 1868년              | 윌리엄 벨 웨이트(미국의 교사)                   | 뉴욕 포인트(점자의 일종)                                                      | 영어                                        | 사용되지 않음                                           |
| 1879년              | 안톤 베젠셰크(슬로베니아 언어학자)              | 베젠셰크식 속기문자                                                           | 슬로베니아어                                | 사용함(제한적)                                          |
| 1885년              | 아드리앵가브리엘 모리스(프랑스인)               | 캐리어 음절문자                                                               | 캐리어어                                    | 사용되지 않음                                           |
| 1886년              | 고지마 잇토(일본인)                             | 일본신자                                                                      | 일본어                                      | 사용되지 않음                                           |
| 1888년              | 존 로버트 그레그(아일랜드 작가)                 | 그레그식 속기문자                                                             | 영어 이외                                   | 사용 중(다수 변형 및 파생)                              |
| 1890년              | 존 윌리엄 팀스(미국인)                          | 블랙풋 음절문자                                                               | 식시카어                                    | 사용 중                                                 |
| 1900년              | 우야쿡(이누이트인 선교사)                       | 유그툰 문자                                                                   | 유그툰어                                    | ?                                                       |
| 1901년              | 왕자오(중국인 언어학자,정치가)                  | 관화합성자모                                                                  | 중국어                                      | 사용되지 않음                                           |
| 1903년              | 로버트 보이드(미국인)                           | 보이드 음절 속기문자                                                          | 영어                                        | 사용 중                                                 |
| 1905년              | 샘 폴러드(영국인 선교사)                        | 폴라드 문자                                                                   | 먀오어                                      | 사용                                                    |
| 1908년              | 아파카 아투미시(수리남인)                       | 아파카 문자                                                                   | 은주카어(크레올)                            | 사용 중                                                 |
| 1913년              | 장빙린(중국의 언어학자)                         | 주음부호로 발전되는 속기                                                      | 중국어                                      | 사용되지 않음                                           |
| 1915년              | 제임스 O. 프레이저(스코틀랜드인 선교사)         | 프레이저 문자                                                                 | 리수어                                      | 사용 중                                                 |
| 1921년              | 키시미 카말라(시에라리온인)                     | 멘데 문자                                                                     | 멘데어                                      | 사용 중                                                 |
| 1925년              | 오스만 유수프 케나디드(소말리아인)              | 오스마냐 문자                                                                 | 소말리어                                    | 사용되지 않음                                           |
| 1925년              | 라구나트 무르무(인도인)                         | 올치키 문자                                                                   | 산탈리어                                    | 사용 중(제한적)                                         |
| 1928년              | 디드리히 베스터만(독일인 선교사)                | 아프리카 문자(로마자 변형)                                                    | 아프리카 여러 언어                          | 사용 중(여러 정서법에 영향끼침)                         |
| 1930년              | J. R. R. 톨킨(영국의 작가)                      | 텡과르, 키르스 문자(작품 《반지의 제왕》중에 등장)                            | 꿰냐어, 신다린어(인공어)                    | ?                                                       |
| 1935년              | 그빌리 추장(라이베리아인)                       | 크펠레 문자                                                                   | 크펠레어                                    | 사용되지 않음                                           |
| 1935년              | 위도 조보(라이베리아인)                         | 로마 음절문자                                                                 | ?                                           | 사용되지 않음                                           |
| 1936년              | 망게이 고망고(인도인)                           | 소랑솜펭 문자                                                                 | 소라어                                      | 사용 중(제한적)                                         |
| 1949년              | 솔로마나 칸테(기니인)                           | 응코 문자                                                                     | 만데 제어                                   | 사용 중                                                 |
| 1949년              | 찰스 K. 블리스(오스트레일리아인 기술자)         | 블리심볼릭                                                                    | 순수한 상형문자로 특정 언어를 나타내지 않음 | 사용 중(제한적)                                         |
| 1955년              | 존 R. 멀론(미국인)                              | 유니폰                                                                        | 영어                                        | 사용되지 않음                                           |
| 1956년              | 최현배(한국어학자)                              | 풀어쓰기 한글(《글자의 혁명》, 저서 중)                                       | 한국어                                      | 사용되지 않음                                           |
| 1959년              | 숑 루에 양(몽족 라오스인)                       | 파하우 몽 문자                                                                | 몽어                                        | 사용되지 않음                                           |
| 1960년, 1966년      | 로널드 킹즐리 레드(영국인)                      | 샤비엔 문자, 퀵 문자                                                          | 영어                                        | 사용되지 않음                                           |
| 1978년              | 와벨라디오 파이(콩고인)                         | 만돔베 문자                                                                   | 콩고어, 링갈라어, 스와힐리어 등             | 사용 중                                                 |
| 1978년              | 마크 오크랜드(미국의 언어학자)                  | 클링온 문자(《스타 트렉》에 등장하는 인공어)                                  | 클링온어                                    | 사용됨 (개인 취미 활동)                                 |
| 1998년~             | omniglot과 랑메이커의 창작문자 투고자들         |                                                                               | 다양                                        | 거의 대부분 개인 취미 활동; 일부는 보급 운동            |

## 같이 보기
- 언어 창작자

## 참고
1. ↑  엔메르카르와 아라타의 왕(수메르의 서사시)에 의함
2. ↑  자유인이 된 노예출신으로 키케로의 비서였으며, 최초로 속기를 고안하였다.
3. ↑  프랑스인 사기꾼으로, 포르모사섬(대만)을 처음 발견한 것처럼 위서를 꾸며 선풍적인 인기를 끌었으나, 나중에 거짓임이 밝혀졌다.
4. ↑  고유 문자를 갖는 유일한 크레올이다.
5. ↑  최현배가 그의 대표적인 한글 풀어쓰기 안을 내놓은 저서이다. 자모의 모양이 로마자와 유사한 모양과 체제로 변형되어 있다.